# Терапија музиком и здравствена заштита
Терапија музиком и здравствена заштита огледају се у томе што она на један од најбољих начина може да омогући некој особи да искуси нови осећај контроле и вештина и подстакне позитивни психолошки и клинички исход, психичких патњи, а здравственој заштити бољи, функционалнији садржајнији и хуманији рад. Док бављење музиком код лекара развија свестранији медицински приступ болеснику, који подстиче креативно преиспитивање, расуђивање и заузимање различитих перспектива што је често од пресудне важности за правилно постављање дијагнозе визуелизацијом болесника.
Психонеуролози су истраживањем закључили да музичко дело, код слушалаца или аутора тог дела, ствара позитивне емоције, и осећај да они имају контролу над својим организмом, што стимулише мозак да шаље имунолошком систму сигнал за производњу нових имунолошких ћелија - лимфоцита који учествују у одбрани организма од многих болести.

## Зашто музика може бити лековита?
У музици као и другим гранама уметности лежи моћна али углавном неискоришћена сила за лечење. Уметност и наука су две стране истог новчића, што чини наш заједнички живот хуманијим. Наша способност да живимо хуманије испуњени здравим животом зависи од спајања ове две силе у јединствену силу, која нас тако удружена кроз жељу да препознамо саме себе, своје ближње, у уменичком делу које нас повезује и помаже нам да се међусобно боље разумемо, и постанемо ментално јачи.
Многи људи одрастају уз песму, а те сећања остају у њима дуже време. Када почну певати, враћају им се сећања у непосредној вези са тим песмама и док их слушају активирају многи виш десну половину мозга, јер певање и причање покреће многе активности у левој страни са леве стране - што поправља расположење, оријентисаност и поједине делове памћена, а нешто мање побољшава и конгнитивне способности и пажњу, што је посебно значајно за особе са блажим и јачим стадијумима деменције.  
Крајњи циљеви било које уметности па и музичке у оквиру здравствене заштите, је откривање њених лековитих могућности, које могу бити од користи у проналажењу одговора на хаос који нас свакодневно окружује, а бављење уметношћу подстиче човека да стално преиспитује сопствен ставове и осећања, кроз која мењасебе и утиче на промене у сопственом окружењу, и тиме побољшава ментално здравље.
Лечење музиком је процес у здравственој заштити, у коме учествује уметник, дело и публика, и кроз то јединство настоји се променити и излечити човек од сулудог, хаотичног света у коме са затекао, или бар себе и своју стечену болест.

## Добре стране терапије музиком
Добре стране терапије музиком могу се исказати кроз неколико кључних ставова:
- Створено музичко дело је трајно, не мења се, није подложно утицају заборава.
- Симболи отклањају инхибиције, буде потиснута сећања, репрезентују циљеве у будућности.
- Метафора има способност да изазове емоционалну компоненту која се обично штити.
- Музика формира невербално мишљење, које није лако преточити у речи.
- Савремена култура постаје све више базирана на аудио-визуелном, што подстиче развој холистичке интелигенције.[4]

### Добре стране музике у примарној геријатријској здравственој заштити
Након примене хорског певања песама из класичних филмских хитова, у једној четверомесечној студија у домовима за старије људе у Сједињеним Државама, коју је спровела Jane Flinn неурологица на Универзитету Џорџ Масон у Вирџинији, утврђено је да се поправило здравствено стање особа са блажим или јачим стадијумима деменције. Након овог истраживања дошло се до закључка да домови за старије који немају хорско певање требају да га уведу, као врло једноставну и јефтину терапија, која је забавна и корисна за оне који болују од Алцхајмерове болести и других облика деменције.

## Почетни отпори и њихово савладавање
Свака психотерапија у почетку подразумева рад са отпорима, а они, како рече Фројд, „мењају као камелеон облике у којима се испољавају”. Многи нису свесни колико су јаке њихове одбране, колико су високи невидљиви зидови које су око себе подигли, и који им смањују могућност блискости и комуникације са другима. Неки болесници беже у апстрактно, интелектуализацију и удаљавање од практичних проблема и болних осећања, што привремено може смањити напетост али не доприноси решавању конфликата, или се понашају детињасто и одбијају да преузму одговорност, постају зависни од других.
Понекад се користе механизми идеализације, улепшавања свега и негирања онога што им смета јер недостаје толеранција на непријатност.
Када се препознају отпори и на прави начин растумаче, прелазии се на проблеме који пацијента оптерећују. Тада уз помоћ музике долази до прорађивања стресова, потиснутих траума, испливавања нерешених конфликата.

## Поља примене музикотерапије

### Медицина
Због тога што подразумева кориштење вербалних и нонвербалних техника, терaпија музиком у здравственој заштити има широку примену у свим гранама медицине:
Психијатрији —  у лечењу свих категорија психијатријских и психосоматских поремећаја: депресивних, фобијских и анксиозних поремећаја, поремећаја личности и граничних поремећаја, сексуалних поремећаја, различитих врста психотичних поремећаја, конверзивних и соматоформних поремећаја, поремећаја спавања, као и у свим психичким поремећајима код деце и адолесцената.
Неурологији — код неуродегенеративних и неуромишних болести, епилепсије. код поремећаја памћења, у моторичкој рехабилитацији и рехабилитацији гласа и говора, код коматозних пацијената, у интензивним неге.
Психонкологији — у различитим фазама болести.
Палиативној нези
Гинекологији и акушерству  — у инкубаторима и припреми порода
Интерној медицини и педијатрији
Физикалној медицини и рехабилитацији, у терапији бола или код свих категорија урођених и стечених обољења и поремећаја - код деце и одраслих са церебралном парализом, код затворених и слабовидих, код лица са поремећајима слуха, олигофрених особа, аутистичних и др.
Оториноларингологији  — код наглувости и поремећаја говора, након уградње кохлеарног импланта.
Анестезиологији — у припреми за анестазију или након изласка из анестезије
Стоматологији

### Систем социјалне заштите
Музикотерапија је у свету веома прихваћена у оквиру система социјалне заштите, и примењује се у центрима за смештај деце, одраслих и старих; код лица у васпитним домовима и затворима.

### Музикотерапија код здравих
Технике музикотерапије се примењују код деце и одраслих у циљу подстицања развоја, превенције болести и психопрофилаакса, побољшања ефикасности и продуктивности, као и развој креативности и духовности.
Здрава популација се обраћа музикотерапеутима преко музикотерапијских саветовалишта, у којима клијенти могу научити како музикотерапијске технике и музику користити за сопствену добробит, добробит својих најближих и друштва у целини.
Кабинети за музикотерапију се формирају у школама и предшколским установама у циљу подстицања психомотног развоја, емоционалности и социјалних вештина, као и ефикасности и продуктивности код деце, од најранијег детињства, као и адолесантског доба.
Музикотерапијски кабинети се формирају и при црквама, предузећима, и у рекреативним центрима.